# Gandzakar
Gandzakar (en arménien Գանձաքար ; jusqu'en 1978 Aghdan) est une communauté rurale du marz de Tavush, en Arménie. Elle compte 3 475 habitants en 2008.